# Epinephelus miliaris
Epinephelus miliaris es una especie de peces de la familia Serranidae en el orden de los Perciformes.

## Morfología
Los machos pueden llegar alcanzar los 43 cm de longitud total.

## Distribución geográfica
Se encuentra desde África Oriental hasta Samoa e islas Ryukyu.